# Terry Simpson
Terry Simpson (* 30. August 1943 in Brantford, Ontario) ist ein ehemaliger kanadischer Eishockeytrainer. In der National Hockey League war er als Cheftrainer der New York Islanders, Philadelphia Flyers und Winnipeg Jets tätig. Darüber hinaus machte er sich als Nachwuchstrainer verdient, so gewann er im Jahr 1985 mit den Prince Albert Raiders den Memorial Cup sowie mit der kanadischen Junioren-Nationalmannschaft die Goldmedaille bei der Junioren-Weltmeisterschaft.

## Karriere
Terry Simpson spielte aktiv Eishockey, so absolvierte er in der Saison 1964/65 für die Jacksonville Rockets 35 Partien in der Eastern Hockey League, verfolgte diese Karriere jedoch in der Folge nicht weiter. In der Spielzeit 1972/73 übernahm er die Position des Cheftrainers bei den Prince Albert Raiders, einem Juniorenteam aus der Saskatchewan Junior Hockey League. Er betreute die Mannschaft in der Folge knapp 14 Jahre lang und wechselte mit ihr zur Saison 1982/83 in die höherrangige Western Hockey League (WHL). Dort wurde er 1984 und 1986 mit der Dunc McCallum Memorial Trophy als Trainer des Jahres ausgezeichnet, feierte den größten Erfolg mit den Raiders allerdings in der Saison 1984/85, als er die Mannschaft zum Ed Chynoweth Cup der WHL-Playoffs sowie anschließend zum prestigeträchtigen Memorial Cup führte. Als mittlerweile etablierter Juniorentrainer stand er zudem bei den Junioren-Weltmeisterschaften 1985 und 1986 für die kanadische Junioren-Nationalmannschaft hinter der Bande und gewann mit dieser eine Gold- sowie eine Silbermedaille. Zu den Spielern, die er während seiner Zeit in Prince Albert trainierte, gehören unter anderem James Patrick, Dave Tippett, Brad McCrimmon, Greg Paslawski und Emanuel Viveiros.
Zur Saison 1986/87 gelang Simpson der Wechsel in die National Hockey League (NHL), als er bei den New York Islanders die Nachfolge von Al Arbour antrat. In seiner ersten NHL-Saison führte er das Team in die zweite Playoff-Runde, scheiterte dort allerdings an den Philadelphia Flyers. Nach einem weiteren Jahr wurde er während der Spielzeit 1988/89 entlassen, nachdem die Islanders nur 7 von 27 Spielen gewonnen hatten. Anschließend kehrte der Kanadier für eine Saison zu den Prince Albert Raiders zurück, bevor er 1990 von den Winnipeg Jets als Assistenztrainer eingestellt wurde. Diese Position hatte er drei Jahre inne, bevor er 1993 mit den Philadelphia Flyers zum zweiten Mal ein NHL-Team als Cheftrainer übernahm. Dort wurde er nach einer Saison ohne Playoff-Teilnahme von seinen Pflichten enthoben und durch Terry Murray ersetzt.
In der Folge nahm Simpson seine Tätigkeit als Assistenztrainer bei den Winnipeg Jets wieder auf, wo er während der Spielzeit 1994/95 als Nachfolger von Cheftrainer John Paddock installiert wurde. Die Jets betreute er in ihrer letzten NHL-Saison, bevor das Team 1996 nach Phoenix verlegt wurde, während dies zugleich seine letzte NHL-Spielzeit als Cheftrainer darstellen sollte. Anschließend war er zwei Jahre als Assistenztrainer bei den Toronto Maple Leafs tätig und kehrte für eine Saison in die WHL zurück, als er 1998/99 die Red Deer Rebels trainierte. Schließlich war der Kanadier 1999/2000 als Scout für die neu gegründeten Minnesota Wild aktiv, bevor er in der Saison 2000/01 bei den Mighty Ducks of Anaheim als Assistenztrainer fungierte und sich anschließend aus dem Eishockeysport zurückzog. Insgesamt hatte Simpsons in der NHL in 394 Spielen als Cheftrainer hinter der Bande gestanden.

## Erfolge und Auszeichnungen
| - 1984 Dunc McCallum Memorial Trophy - 1985 Goldmedaille bei der Junioren-Weltmeisterschaft - 1985 Ed-Chynoweth-Cup-Gewinn mit den Prince Albert Raiders | - 1985 Memorial-Cup-Gewinn mit den Prince Albert Raiders - 1986 Silbermedaille bei der Junioren-Weltmeisterschaft - 1986 Dunc McCallum Memorial Trophy |

## NHL-Trainerstatistik
(Legende zur Trainerstatistik: Sp oder GC = Spiele insgesamt; W oder S = erzielte Siege; L oder N = erzielte Niederlagen; T oder U = erzielte Unentschieden; OTL oder OTN = erzielte Niederlagen nach Overtime oder Shootout; Pts oder Pkt = erzielte Punkte; Pts% oder Pkt% = Punktquote; Win% = Siegquote; Resultat = erreichte Runde in den Play-offs)